# Mercedes Carvajal de Arocha
Mercedes Carvajal de Arocha, född 1902, död 1994, var ledamot i Venezuelas parlament 1947-1952. Hon var den första kvinnliga parlamentsledamoten i Venezuela.